# X-Cops
X-Cops ist ein Nebenprojekt der Band Gwar und dem Genre Crossover beziehungsweise Alternative Metal sowie dem Thrash Metal zuzuordnen.

## Bandgeschichte
Die Band wurde als Spaßprojekt neben Gwar von Pete Lee gegründet. Während der Aufnahmen zu dem Videofilm Skulhedface spielten Pete Lee und Dave Brockie Polizisten. Während der Dreharbeiten kam Lee die Idee, eine Band zu gründen, die Polizeiuniformen trug. Auch die Texte sollten, ähnlich wie bei ihrer Hauptband, satirisch die Weltlage darstellen. Mike Dunn, Gwars damaliger Schlagzeugtechniker, übernahm das Schlagzeug. Vor ihrem ersten Auftritt vergrößerte sich die Band um weitere Mitglieder von Gwar sowie dem erweiterten Bandkreis, dem „Slave Pit“. Den Gesang übernahm Casey Orr. Die Band trat 1994 als Support für Gwar auf und hatte 1995 eine Headliner-Tour.
Am 23. Mai 1995 erschien ihr Debütalbum You Have the Right to Remain Silent… über Metal Blade Records. Das Album enthält eine Coverversion von Deep Purples Highway Star. Die Texte behandeln satirisch das Thema Polizeigewalt und Korruption. Es folgte die Single Beat Down / Junkie 1996 über Man’s Ruin Records. Kurz darauf löste sich das Projekt aus.
2013 traten die X-Cops in Original-Besetzung für eine Show im Vorprogramm von Gwar auf.
2023 kam die Band erneut zusammen. Neben Casey Orr, Mike Derks, Pete Lee vom Original-Line-up kamen Ryan Parrish und Paul Burnette (Darkest Hour, beide unter anderem zusammen bei Iron Reagan) in die Band. Die Band veröffentlichte 2023 eine Single und 2024 die EP XCAB. Auf der EP coverten sie Next to You von The Police.

## Diskografie

### Alben
- 1995: You Have the Right to Remain Silent… (Metal Blade Records)

### EPs
- 2024: XCAB (Pit Records)

### Singles
- 1996: Beat You Down / Junkie (Man’s Ruin Records)
- 2024: Light ’Em Up  (Eigenproduktion)